# Vivian (Dacota do Sul)
Vivian é uma Região censo-designada localizada no estado norte-americano de Dakota do Sul, no Condado de Lyman.

## Demografia
Segundo o censo norte-americano de 2000, a sua população era de 131 habitantes.

## Geografia
De acordo com o United States Census Bureau tem uma área de
4,4 km², dos quais 4,4 km² cobertos por terra e 0,0 km² cobertos por água.

## Localidades na vizinhança
O diagrama seguinte representa as localidades num raio de 36 km ao redor de Vivian.